# Bingadinski nosorog
Bingadinski nosorog (latinski: Rhinoceros binagadensis ili Dicerorhinus binagadensis, azerski: Binəqədi kərgədanı, ruski: Бинагадинский носорог) je izumrla vrsta nosoroga koja je živjela u drugoj polovici posljednjeg ledenog doba. Ostatci su otkriveni 1938. godine na ležištu bitumena jugoistočno od sela Bingadi na Apšeronskome poluotoku.  
Ovu vrstu je prvi put opisao Rahimbek Džafar oglji Džafarov (azerski: Rəhim bəy Cəfərov, ruski: Рагимбек Джафар оглы Джафаров) 1955. godine, a detaljnije 1960. godine. Poput suvremenih nosoroga, Bingadinski nosorog je imao dva izdužena roga, smještenih jedan iza drugog. Zubi Bingadinskoga nosoroga razlikuju se od zuba azijskih nosoroga te više liče na zube afričkoga nosoroga.
Kostur ovoga nosoroga izložen je 2010. godine u napuljskome znanstvenome muzeju „Città della Scienza“.
- Lubanja Bingadinskoga nosoroga, Nacionalni muzej povijesti Azerbajdžana, Baku
- Relativne visine bingadinskoga nosoroga i čovjeka